# CODAG

Układ CODAG

CODAG (ang. Combined Diesel and Gas Turbine – kombinowany silnik Diesla i turbina gazowa) – rodzaj siłowni okrętowej, składającej się z jednego lub więcej silników Diesla pracujących podczas prędkości marszowej (ekonomicznej) oraz jednej lub więcej turbin gazowych uruchamianych dodatkowo podczas prędkości maksymalnej (pościgowej).
W systemie tym są stosowane różne metody przeniesienia napędu oraz kombinacje pędników, np. na każdą z dwu śrub napędowych może przypadać jeden zespół silnik-turbina, lub jeden silnik napędzający obie śruby oraz po jednej turbinie na każdą ze śrub, lub turbina obsługuje tylko trzecią śrubę itp.
System CODAG stosowany na jednostkach pływających wymagających zarówno dużego zasięgu przy prędkości ekonomicznej (na samych silnikach), jak i doraźnej dużej mocy. Służy oszczędności paliwa. Wykorzystywany w jednostkach służby patrolowej oraz lekkich okrętach wojennych.